# Лавальеха (департамент)
Лавальеха (исп. Lavalleja) — департамент на юго-востоке Уругвая, занимает территорию 10 016 км². Население составляет 58 815 человек (2011); административный центр — город Минас.
Департамент был назван в честь бригадного генерала Хуана Антонио Лавальеха, родившегося в этих местах и игравшего важную роль в борьбе за независимость страны.

## География
Среднегодовая температура составляет 17 °C, средний уровень осадков — 1000 мм в год. Рельеф более холмистый и гористый на юге, и преимущественно равнинный на севере департамента.

## История
Департамент был образован 16 июня 1837 года и изначально назывался Минас. Позже название было изменено на современное.

## Население
По данным на 2004 год в департаменте проживало 60 925 человек.
- Соотношение полов: 100 женщин на 99,1 мужчин
- Уровень рождаемости: 14,57 на 1000 чел.
- Уровень смертности: 10,49 на 1000 чел.
- Средняя ожидаемая продолжительности жизни: 76 лет (71,9 для мужчин и 80,3 для женщин)

Основные населённые пункты:
| Город                  | Население, чел. (2011) |
| ---------------------- | ---------------------- |
| Минас                  | 38 446                 |
| Хосе-Педро-Варела      | 5118                   |
| Солис-де-Матаохо       | 2825                   |
| Хосе-Батлье-и-Ордоньес | 2203                   |
| Марискала              | 1626                   |
| Пирараха               | 713                    |
| Сапикан                | 553                    |

## Административное деление
Департамент Лавальеха делится на 2 муниципалитета:
- Хосе-Педро-Варела (José Pedro Varela)
- Солис-де-Матаохо (Solís de Mataojo)